# Ryan Cartwright
Ryan Cartwright (* 14. März 1981 in Erdington, Birmingham) ist ein britischer Schauspieler.

## Leben und Karriere
Cartwright wurde in Erdington, einem Vorort von Birmingham, geboren. Seine Schauspielausbildung erhielt er im Central Junior Television Workshop; dort trat er in den von der Organisation veranstalteten Work-Shops auch erstmals als Darsteller auf. Seine erste Hauptrolle spielte er, im Alter von 15 Jahren, in der ITV-Fernsehserie The Grimleys. Er hatte im britischen Fernsehen mehrere Serienrollen und Episodenrollen, unter anderem in den Fernsehserien Microsoap (1998), Seriously Weird (2002), Hardware (2003–2004), Donovan (2004), Look Around You (2005) und in der Sitcom All About Me (2005).
2006 ging Cartwright in die Vereinigten Staaten. Von 2008 bis 2011 hatte er eine wiederkehrende Nebenrolle in der US-amerikanischen Fernsehserie Bones – Die Knochenjägerin; er spielte den britischen Praktikanten und Labor-Assistenten Vincent Nigel-Murray. Diese Rolle hatte er bis zum Serientod seiner Figur in der Episode Duell zum Gesang der Unglücksvögel in der sechsten Staffel inne. 2008 war er in dem US-amerikanischen Fernsehfilm Dear Prudence an der Seite von Jane Seymour zu sehen, die eine Talkshowmoderatorin verkörperte. Cartwright spielte ihren persönlichen Assistenten Nigel Forsythe III; in dieser Rolle sprach Cartwright mit amerikanischem Akzent. 2009 hatte er eine wiederkehrende Rolle als John Hooker, in der dritten Staffel der US-amerikanischen Fernsehserie Mad Men; er verkörperte einen Vertreter der britischen Upper Class.
Von 2011 bis 2012 spielte er die Rolle des Autisten Gary Bell in der US-amerikanischen Fernsehserie Alphas. Zur Vorbereitung auf die Rolle sprach Cartwright intensiv mit Fachleuten, die mit Autisten arbeiten, schaute Dokumentarfilme, las Blogs und Bücher, die von Autisten geschrieben wurden, unter anderem von Temple Grandin und Daniel Tammet. Cartwrights Darstellung der Rollenfigur fand Anerkennung, insbesondere auch von Neurologen. Lobend wurde Cartwrights Komplexität der Darstellung erwähnt; sie vermeide insbesondere die gängigen Stereotype über Autismus in den Massenmedien.
Cartwright lebt seit 2006 in Los Angeles, Kalifornien.

## Filmographie (Auswahl)
- 1997, 1999–2001: The Grimleys
- 1997: Polizeiarzt Dangerfield (Dangerfield)
- 1998: Microsoap
- 2000: Doctors
- 2002: All About Me
- 2002: Seriously Weird
- 2003–2004: Hardware
- 2002, 2004–2011: Freak Like Me
- 2004: Donovan
- 2005: Look Around You
- 2005: Twenty Thousand Streets Under the Sky
- 2006: Donovan
- 2008: Dear Prudence
- 2008–2011: Bones – Die Knochenjägerin (Bones) (Fernsehserie, 11 Folgen)
- 2009: Mad Men
- 2011–2012: Alphas (Fernsehserie, 24 Folgen)
- 2012: The Big Bang Theory (Fernsehserie, 1 Folge)
- 2014–2021: Mom (Fernsehserie, 4 Folgen)
- 2016: Independence Day: Wiederkehr (Independence Day: Resurgence)
- 2016–2018: Kevin Can Wait (Fernsehserie, 48 Folgen)
- 2022: 9-1-1: Lone Star (Fernsehserie, 2 Folgen)